# 5年モノ
『5年モノ』（ごねんモノ）は、福山雅治9枚目のオリジナルアルバム。2006年12月6日に発売された。制作はユニバーサルJ、発売・販売元はユニバーサルミュージック。

## 解説
前作『f』から5年半ぶりとなり、オリジナル・アルバム発売期間としてはこれまでで最長となった。
初回限定盤と通常盤の2種類での発売で、初回限定盤のみ「Sandy」を収録したボーナスCD、スペシャル・フォトブックレット（40ページ）、ライナーノーツ、オリジナルステッカー、応募抽選券が付属され、通常盤（初回プレス分のみ）にはオリジナルステッカー、応募抽選券が付属されている。
本作には、2003年にリリースされた「虹/ひまわり/それがすべてさ」から本作からの先行シングル「milk tea/美しき花」までのシングル曲を収録したいわゆるシングル・コレクション的な内容になっている。そのため、「Single Collection」というサブタイトルが付けられている。なお、収録曲のうち、初回限定盤のみに収録されている｢Sandy｣を含めても、未発表曲は3曲だけであり、タイアップやライヴ披露されていない書き下ろし曲は1曲のみとなっている。しかし、本作の発売形態を“オリジナルアルバム”にしたい製作者側の意図により、「東京」・「milk tea」・「LOVE TRAIN」以外の曲にトラックダウン、リミックス、コーラス・楽器の追加などを施している。

## 収録曲
1. FREEDOM [4:59]
（作詞・作曲：福山雅治 / 編曲：福山雅治・服部隆之）
2005年に開催したアリーナツアー『WE'RE BROS. FREEDOM TOUR 2005 〜風〜』のテーマソングとして書き下ろされた[7]。
福山が作ったデモテープ（ドラム、ギター、ベースの音）を流しながら、60人を超える管弦楽オーケストラのレコーディングが行われた[7]。
2007年4月2日から、テレビ東京系『ワールドビジネスサテライト』エンディングテーマとして起用され、「FREEDOM WBSスペシャル・バージョン」が使用された。
2. THE EDGE OF CHAOS 〜愛の一撃〜 [3:21]
（作詞・作曲：福山雅治 / 編曲：福山雅治・井上鑑）
  - SUZUKI「SX4」CMソング

テーマは、混沌と秩序の間で成り立つギリギリのものを、精神的なものに置き換えるとどうなるのか。主人公は、いつまでも自分を探し続けている“東京に出てきた青年”。
Aメロ・Bメロは結構前からあり保留にしていたが、CM依頼があって完成させた。曲のスピード感は、バイクに乗るようになって体感した疾走感から生まれたという。
最初はドラム、ベース、ギターのスリーピース形式で作られていたが、刺激的かつ革新的な何かがほしいということで、パコ・デ・ルシア風のフラメンコギターとマイルス・デイヴィス風のトランペットが加えられた[7]。福山本人曰く、歌詞のテーマと曲のアレンジが一致した会心の出来だという。
使用ギターはギブソン・J-50 '59、フェンダー・カスタム・ショップ・ストラトキャスター '57（ゴールド）、フェンダー・テレキャスターピンクペイズリー '69。間奏のギター・ソロは福山本人によるもの。
3. 虹 [4:09]
（作詞・作曲・編曲：福山雅治）
  - 18thシングル「虹／ひまわり／それがすべてさ」の1曲目
  - フジテレビ系ドラマ『WATER BOYS』主題歌

本作に収録のニューミックスでは、音をソリッドに仕上げている[7]。また、ボーカルが歌い初めからスピーカーの中心から流れるようになっている。
4. ひまわり [6:10]
（作詞・作曲：福山雅治 / 編曲：井上鑑）
  - 18thシングル「虹／ひまわり／それがすべてさ」の2曲目
  - 2003年日本郵政公社「簡易保険」TVCMソング

前川清に提供した楽曲のセルフカバー。ニューミックスでは、よりシンプルなアレンジでスタジオライヴに近い雰囲気になっている[7]。
5. それがすべてさ [5:12]
（作詞・作曲：福山雅治 / 編曲：井上鑑）
  - 18thシングル「虹／ひまわり／それがすべてさ」の3曲目
  - 2003年の大塚製薬「ポカリスエット」CMソング

本作に収録のニューミックスは、コンプレッサーが効いたミックスとなっている[7]。なお、シングル収録の音源では、曲が一度フェードアウトした後、フェードインして演奏が終わるという構成だったが、本作に収録の音源ではフェードアウト部分がなくなり、演奏時間が短くなっている。
6. 泣いたりしないで [4:28]
（作詞・作曲：福山雅治 / 編曲：福山雅治・服部隆之）
  - 19thシングル「泣いたりしないで／RED×BLUE」の1曲目
  - 2004年NHK連続テレビ小説『わかば』テーマソング

ストリングス・アレンジを依頼した服部隆之に「完成しているから付け足すものなどないんじゃないの」と言われたほどのギターアンサンブルであったという[7]。本作ではストリングスを控えて、福山のギターアンサンブルを押し出している[7]。
7. RED×BLUE [4:35]
（作詞・作曲・編曲：福山雅治）
  - 19thシングル「泣いたりしないで／RED×BLUE」の2曲目
  - 2004年の大塚製薬「ポカリスエット」CMソング

ニューミックスではよりパワフルな仕上がりになっている[7]。
8. 東京 [6:07]
（作詞・作曲：福山雅治 / 編曲：福山雅治・井上鑑） 
  - 20thシングル
  - フジテレビ系ドラマ『スローダンス』主題歌
9. milk tea [5:01]
（作詞・作曲：福山雅治 / 編曲：福山雅治・井上鑑）
  - 21stシングル「milk tea／美しき花」の1曲目
  - TBS系バラエティ番組『恋するハニカミ!』テーマソング
10. 美しき花 [5:27]
（作詞・作曲：福山雅治 / 編曲：井上鑑）
  - 21stシングル「milk tea／美しき花」の2曲目。
  - パナソニックデジタルビデオカメラ「愛情サイズ」CMソング。

ニューミックスでは、ストリングスとホーンのバランスがよりタイトなリズムになっている[7]。
11. LOVE TRAIN [3:52]
（作詞・作曲：福山雅治 / 編曲：福山雅治・井上鑑）
  - 21stシングル「milk tea／美しき花」のカップリング曲

明治製菓「キシリッシュ」CMソング。
12. あの夏も 海も 空も [5:26]
（作詞・作曲：福山雅治 / 編曲：井上鑑）
  - 21stシングル「milk tea／美しき花」のカップリング曲
  - サントリー「新ダイエット＜生＞」CMソング。

原曲に比べてストリングスのアンサンブルが強調されている。
13. BEAUTIFUL DAY [5:06]
（作詞・作曲・編曲：福山雅治）
  - 明治製菓「キシリッシュ」CMソング

“東京3部作”の1作品[注釈 1]。歌詞には箱根ターンパイクやスカイライン、国道135号など、東京から伊豆半島最南部の下田まで行く道のりが描かれている。タイアップ当時は“歌ガム”と称して、ガムパッケージに記載されていたURLにアクセスすると曲の一部が聴ける企画があった。また、「SIDE STORY OF BEAUTIFUL DAY」と題したミュージック・ビデオも制作されている。
2005年9月24日のニッポン放送『福山雅治のオールナイトニッポンサタデースペシャル・魂のラジオ』で初オンエアされて以来、久しくラジオ番組のみで公開していたが、今回収録するに当たってサビにコーラスを足すなどのリミックスを施して音源化した。そのため、発売前にラジオなどでオンエアされていたものとはミックスが異なる。
使用ギターはギブソン・J-50 '59、フェンダー・カスタムショップ・ストラトキャスター '57（ゴールド）。歌も演奏も一発録りで、ギター・ソロやイントロのフレーズ、前奏の電子ピアノ（ローズ）のフレーズも福山本人によるもの。
なお、CM用に制作したピストン西沢によるリミックスバージョン（「BEAUTIFUL DAY 〜Polar Bear Surf Mix〜」）もあり、ラジオで何度かオンエアされているが、こちらは音源化されていない。 TOKYO FM『福山雅治 福のラジオ』では、エンディングに本曲のインストルメンタルverである『Beautiful day(instrumental)』が用いられている[8]（こちらも音源化はされていない）。
14. わたしは風になる (LIVE VERSION) [5:11]
（作詞・作曲・編曲：福山雅治）
  - 20thシングル「東京」カップリング曲のライヴ音源。

2005年4月14日の『WE'RE BROS. FREEDOM TOUR 2005 〜風〜』大阪城ホール公演を収録している。アコースティック・ギターとハーモニカによる弾き語りの演奏。

### Bonus CD（初回限定盤）
1. Sandy [4:46]
（作詞・作曲・編曲：福山雅治）
子を持つ親の気持ちを歌った曲。メロディーに導かれるまま詩を書いていった結果、親目線の歌詞になったという。アレンジなどは発売時期を考慮してかクリスマスを意識させるようなものであるが、厳密にはウインターソングである。
使用ギターはギブソン・カスタムショップ ヒストリック・コレクションレスポール '59、フェンダー・テレキャスターピンクペイズリー '69、ギブソン・J-50 '59。

## ミュージシャン
| FREEDOM - Vocal, Guitar & Bass:MASAHARU FUKUYAMA - Conductor:TAKAYUKI HATTORI - Drum:HIDEO YAMAKI - Bass:CHIHARU MIKUZUKI - Strings:CHIEKO KINBARA STRINGS - Piccolo & Flute:AKIKO OSAWA - Flute:HIDEYO KATAKUWA / MIO NOGUCHI - Clarinet:KIMIO YAMANE / HIDEO KIKUCHI - Oboe & English Horn:SATOSHI SHOJI - Fagotto:TOSHIKI TAKEI / TOSHIAKI MATSUSATO - Trumpet:OSAMU TAKAHASHI / MASANORI MORIOKA / TOMOHIRO NAITOH - Trombone:SHINJI KOGA / JUNPEI INOUE / YURI IGUCHI - Tuba:KIYOSHI SATOH - Horn:OTOHIKO FUJITA / KENSHO HAGIWARA / MINORU HIROKAWA / YASUSHI KATSUMATA - Harp:YUKO TAGUCHI - Percussion:MIDORI TANAKA / TAMAO FUJII / MARI KOTAKE / YOKO ISHIZAKI THE EDGE OF CHAOS 〜愛の一撃〜 - Vocal, Guitar, Bass & Drums:MASAHARU FUKUYAMA - Keyboards & Programming:AKIRA INOUE - Guitar:TSUYOSHI KON - Flamenco Guitar:JIN OKI - Trumpet:TOMONAO HARA 虹 - Vocal, Guitar & Drums:MASAHARU FUKUYAMA - Keyboards & Guitar:AKIRA INOUE - Drums:TATSUO HAYASHI - Bass:CHIHARU MIKUZUKI - Guitar:SHIGERU SUZUKI ひまわり - Vocal:MASAHARU FUKUYAMA - Piano & Programming:AKIRA INOUE - Fretless Bass:KENJI TAKAMIZU それがすべてさ - Vocal & Guitar:MASAHARU FUKUYAMA - Keyboards:AKIRA INOUE - Drums:HIDEO YAMAKI - Bass:CHIHARU MIKUZUKI - Percussion:NOBU SAITO - Guitar:HIROKAZU OGURA - B. Vocal:YUIKO TSUBOKURA / NAOKI TAKAO 泣いたりしないで - Vocal & Guitar:MASAHARU FUKUYAMA - Guitar:HIROKAZU OGURA - Bass:KENJI TAKAMIZU - Keyboards:NOBUO KURATA - Programming:NOBUO MORIYASU - Strings:RUSH by TAKASHI KATO - Flute:HIDEYO TAKAKUWA / AKIKO OHSAWA - English Horn:SATOSHI SHOJI - Clarinet:MASASHI TOGAME / KIMIO YAMANE - Fagotto:MASAYUKI OKAMOTO / MASAMICHI SASAZAKI RED×BLUE - Vocal, Guitar & Bass:MASAHARU FUKUYAMA - Keyboards:AKIRA INOUE - Guitar:HIROKAZU OGURA - Drums:HIDEO YAMAKI - Bass:CHIHARU MIKUZUKI | 東京 - Vocal & Guitar:MASAHARU FUKUYAMA - Keyboards:AKIRA INOUE - Bass:KENJI TAKAMIZU - Percussion:MATARO - Guitar & Bouzouki:HIROKAZU OGURA - Trumpet:OSAMU TAKAHASHI / TAKASHI NAKAYAMA - Trombone:YOICHI MURATA / SHINJI KOGA - Horn:OTOHIKO FUJITA - Strings:CHIEKO KINBARA STRINGS milk tea - Vocal & Guitar:MASAHARU FUKUYAMA - Keyboards:AKIRA INOUE - Bass:CHIHARU MIKUZUKI - Percussion:MATARO - Guitar:HIROKAZU OGURA / MASATO ISHINARI - Drums:HIDEO YAMAKI - Flugelhorn:KOJI NISHIMURA - Scat Vox:KIYOSHI HIYAMA 美しき花 - Vocal & Guitar:MASAHARU FUKUYAMA - Keyboards & Synth-bass:AKIRA INOUE - Percussion:MATARO - Guitar:HIROKAZU OGURA - Drums:HIDEO YAMAKI / YASUHIRO YOSHIGAKI - Trumpet:KOJI NISHIMURA - Trombone:YOICHI MURATA - Flute & Piccolo:TAKUO YAMAMOTO - B. Vocal:JOELLE LOVE TRAIN - Vocal, Guitar & Blues Harp:MASAHARU FUKUYAMA - Keyboards:AKIRA INOUE - Bass:CHIHARU MIKUZUKI - Percussion:MATARO - Guitar:HIROKAZU OGURA - Drums:HIDEO YAMAKI - Saxophone:MASAKUNI TAKENO - Trombone:KANADE SHISHIUCHI - B. Vocal:YUIKO TSUBOKURA / MISA NAKAYAMA / MELODIE SEXTON あの夏も 海も 空も - Vocal & Guitar:MASAHARU FUKUYAMA - Keyboards:AKIRA INOUE - Bass:CHIHARU MIKUZUKI - Percussion:MATARO - Guitar:HIROKAZU OGURA / MASATO ISHINARI - Drums & Percussion:HIDEO YAMAKI - Fagotto:MASAYUKI OKAMOTO - Strings:CHIEKO KINBARA STRINGS BEAUTIFUL DAY - Vocal & Guitar:MASAHARU FUKUYAMA - Keyboards:AKIRA INOUE - Bass:CHIHARU MIKUZUKI - Guitar:HIROKAZU OGURA - Drums:HIDEO YAMAKI わたしは風になる (LIVE VERSION) - Vocal, Guitar & Blues Harp:MASAHARU FUKUYAMA (Bonus Disc) Sandy - Vocal, Guitar & Percussion:MASAHARU FUKUYAMA - Keyboards:AKIRA INOUE - Bass:CHIHARU MUKUZUKI - Drums:TOMO'O TSURUYA |